# Cesare Valletti
Cesare Valletti (Roma, Laci, 18 de desembre, 1922 - Gènova, Ligúria, 13 de maig, 2000) va ser un cantant d'òpera tenor italià. Va cantar en escenaris importants i amb companys famosos, com Maria Callas, Anna Moffo, Birgit Nilsson, Leontyne Price i Renata Tebaldi.
Va ser considerat el millor "tenore di grazia" del seu temps, va ser un cantant de lieder molt sol·licitat i va tenir un paper clau en el renaixement de les òperes de Rossini als anys seixanta.

## Vida i carrera
Cesare Valletti, nascut fill d'un metge, va estudiar inicialment a la seva ciutat natal de Roma i més tard es va convertir en alumne del famós tenor italià Tito Schipa. Va fer el debut escènic l'any 1947 al Teatro Petruzzelli de Bari com Alfredo a La traviata, després de la qual es va desenvolupar una ràpida carrera als teatres d'òpera italians, especialment en òperes de Mozart i amb papers de la tradició clàssica del bel canto.
El 1947/48 va estar compromès a l'Òpera de Roma. El 1950 va actuar amb Maria Callas i Mariano Stabile com a companys al Teatre Eliseo de Roma a Il turco in Italia. A partir de 1950 també va cantar regularment a La Scala de Milà, on va tenir un gran èxit, especialment en papers lírics com el de Comte Almaviva, Lindoro i Nemorino. Amb el conjunt de La Scala de Milà va fer la seva primera aparició com a convidat l'any 1950 com Fenton a Falstaff a la Royal Opera House Covent Garden de Londres, on també va cantar Alfredo a La traviata el 1953, de nou amb Maria Callas com a parella. El 1951 va fer una aparició com a convidat a l'Òpera de la Ciutat de Mèxic.
Va fer el seu debut als Estats Units el 1953 com Werther a l'Òpera de San Francisco. El desembre de 1953 va fer el seu debut a la Metropolitan Opera com Don Ottavio a Don Giovanni. Valletti va ser membre permanent de la Metropolitan Opera durant les set temporades següents, cantant papers com Tamino, Ferrando, Ernesto, Count Almaviva i Des Grieux en un total de 80 actuacions. L'actuació final no planificada de Valletti a la Metropolitan Opera va tenir lloc el febrer de 1960, com Don Ottavio sota la direcció de Karl Böhm. A la temporada 1960/61, Valletti havia de cantar Nemorino en una nova producció de L'elisir d'amore; No obstant això, després d'una disputa amb l'aleshores director general del MET, Rudolf Bing, els antecedents de la qual no es van revelar mai, va ser substituït per Dino Formichini després dels assajos generals i mai més va aparèixer allí.
Valletti també va fer aparicions com a convidat al Teatro Colón de Buenos Aires, a l'Òpera de Rio de Janeiro, a Chicago, París i Amsterdam i va actuar en nombrosos festivals internacionals d'òpera i música. El 1950 va aparèixer a l'escenari com el comte Almaviva al Festival de Zuric. Va cantar al Festival de Glyndebourne, al Festival de Música d'Ais de Provença, a Verona i al Maggio Musicale Fiorentino.
El Festival de Salzburg de 1960 va interpretar Don Ottavio i Don Giovanni dirigit per Herbert von Karajan, i també va cantar obres de Mozart amb una part a la matinada i va fer un recital, acompanyat per Leo Taubmann, amb obres de Haendel, Sarti, Pasquini, Scarlatti, Pizzetti, Berlioz i Robert Schumann.
Aquest repertori inclou també la cançó d'art alemanya i les cançons populars italianes. Com a bis en els seus recitals, de tant en tant escollia àries d'òperes que no cantava a l'escenari, exemple de Mefistofele de Boito o "Lamento" de Federico de L'Arlesiana de Francesco Cilea.
Va ser llançat oficialment el 1967, però també es va celebrar el 1968 al Festival Caramoor de Katonah, Nova York, EUA, amb Nerone a l'òpera de Monteverdi L'incoronazione di Poppea.
Valletti estava casat amb Nicoletta Braibanti, una néta del compositor Ildebrando Pizzetti. Després d'acabar la seva carrera de cantant, es va incorporar a l'empresa de Milà del seu sogre, que fabricava màquines per a la pasta italiana, i es va convertir en el seu director. Valletti, que vivia a Milà, va morir als 77 anys d'un atac de cor a la seva habitació d'hotel a Gènova, on s'allotjava per al tractament del càncer de fetge.

## Rols (selecció)
| Vincenzo Bellini: - Elvino a La sonnambula Aleksandr Borodín: - Wladimir a Kniaz' Igor Domenico Cimarosa: - Tiburno a Il credulo - Paolino a Il matrimonio segreto Gaetano Donizetti: - Nemorino a L’elisir d’amore - Edgardo a Lucia di Lammermoor - Tonio a La fille du régiment - Carlo a Sirval in Linda di Chamounix - Ernesto a Don Pasquale Pietro Mascagni: - Titelpartie in L’amico Fritz Jules Massenet: - Chevalier Des Grieux a Manon - Titelpartie a Werther Mozart: - Idamante a Idomeneo - Ozia a La Betulia liberata - Don Ottavio a Don Giovanni - Ferrando a Così fan tutte - Tamino a Die Zauberflöte - Prodigal Daughters (1923) | Giacomo Puccini: - F. B. Pinkerton in Madame Butterfly - Rinuccio a Gianni Schicchi Gioachino Rossini: - Lindoro a L'italiana in Algeri - Don Narciso in Il turco in Italia - Conte d’Almaviva a El barber de Sevilla - Don Ramiro a La Cenerentola - Giannetto a La gazza ladra - Uberto/Giacomo V a La donna del lago Johann Strauss II: - Alfred a Die Fledermaus Richard Strauss: - Flamand a Capriccio Verdi: - Alfredo a La traviata - Fenton a Falstaff Ermanno Wolf-Ferrari: - Filipeto a I quatro rusteghi |

## Documents sonors
Cesare Valletti tenia una veu "molt educada líricament i expressiva" (segons Kutsch/Riemens), que va ser especialment eficaç en els papers de Mozart, Rossini, Donizetti i Ermanno Wolf-Ferrari.
La veu de Cesare Valletti està documentada en nombrosos enregistraments complets d'òpera i diversos enregistraments en directe. El segell discogràfic Palladio va publicar un sampler d'àries dels anys 50 titulat "The Last Tenore di Grazia".
Enregistraments complets seleccionats
- 1950 – Cimarosa: Il matrimonio segreto, Live-Aufnahme amb Alda Noni, Giulietta Simionato, Sesto Bruscantini, Ornella Rovero, Antonio Cassinelli; Orchester del Maggio Musicale Fiorentino, director: Manno Wolf-Ferrari, Cetra.
- 1950 – Donizetti: La fille du régiment (ital.), amb Lina Pagliughi, Sesto Bruscantini, director: Mario Rossi; Chor und Orchester der RAI Turin, Cetra.
- 1950 – Rossini: La Cenerentola, amb Giulietta Simionato, director: Mario Rossi; Chor und Orchester der RAI Turin, Cetra.
- 1951 – Verdi: Falstaff, amb Renata Tebaldi, Mariano Stabile, director: Victor de Sabata; Chor und Orchester des Teatro alla Scala Mailand, Urania Records.
- 1952 – Donizetti: Don Pasquale, amb Alda Noni, Mario Borriello, Sesto Bruscantini, director: Mario Rossi; Chor und Orchester der RAI Turin, Cetra.
- 1952 – Donizetti: L’elisir d’amore, amb Alda Noni, Afro Poli, Sesto Bruscantini, director: Gianandrea Gavazzeni; Chor und Orchester der RAI Turin, Cetra.
- 1952 – Rossini: Il barbiere di Siviglia, amb Dora Gatta, Gino Bechi, director: Victor de Sabata; Live-Mitschnitt La Scala 1952, ed. GOP/Memories/Urania.
- 1953 – Mozart: Don Giovanni, amb Giuseppe Taddei, Italo Tajo, Maria Curtis Verna, Carla Gavazzi, Elda Ribetti, director: Max Rudolf; Chor und Orchester der RAI Turin, Cetra.
- 1955 – Bellini: La sonnambula, amb Maria Callas, Giuseppe Modesti, Eugenia Ratti, Gabriella Carturan, Pier Luigi Latinucci, Giuseppe Nessi, director: Leonard Bernstein; Chor und Orchester des Teatro alla Scala (die „legendäre Scala-Produktion“[8] de Luchino Visconti, Premiere: 5. März 1955), Cetra Opera Live, més tard també Opera d’Oro/Myto.
- 1956 – Verdi: La traviata, amb Rosanna Carteri, Leonard Warren, director: Pierre Monteux; Chor und Orchester der Teatro dell'Opera di Roma, RCA
- 1958 – Puccini: Madama Butterfly amb Anna Moffo, Rosalind Elias, Renato Cesari, director: Erich Leinsdorf; Chor und Orchester der Teatro dell’Opera di Roma, RCA.
- 1958 – Rossini: Il barbiere di Siviglia, amb Roberta Peters, Robert Merrill, Fernando Corena, Giorgio Tozzi, Chor und Orchester der Metropolitan Opera New York, RCA.
- 1958 – Verdi: La traviata, Gravació en directe amb Maria Callas (Violetta), Mario Zanasi (Germont), director: Nicola Rescigno; Chor und Orchester des Royal Opera House London, Arkadia.
- 1959 – Donizetti: Linda di Chamounix, amb Antonietta Stella, Renato Capecchi, Giuseppe Modesti, Fedora Barbieri, Giuseppe Taddei, director: Tullio Serafin; Chor und Orchester des Teatro San Carlo Neapel, Philips.
- 1959 – Mozart: Don Giovanni, amb Cesare Siepi, Birgit Nilsson, Leontyne Price, Fernando Corena, director: Erich Leinsdorf; Chor der Wiener Staatsoper, Wiener Philharmoniker, Decca.
- 1960 – Mozart: Don Giovanni, Live-Mitschnitt der Festival de Salzburg, amb Eberhard Waechter, Leontyne Price, Elisabeth Schwarzkopf, Walter Berry, director: Herbert von Karajan; Chor der Wiener Staatsoper, Wiener Philharmoniker, Movimento Musica.
- 1965 – Rossini: La gazza ladra, stark gekürzte Live-Aufnahme aus Florenz, amb Gino Orlandini (Fabrizio Vingradito), Flora Rafanelli (Lucia), Nicoletta Panni (Ninetta), Paolo Montarsolo (Fernando Villabella), Paolo Washington (Gottardo), Anna Maria Rota (Pippo), Roberto Ferraro (Isacco), director: Bruno Bartoletti; Chor und Orchester des Maggio Musicale Fiorentino, Opera d’Oro OPD.